# Ramón Peña
Ramón Arturo Peña Padilla (nacido el 5 de mayo de 1962 en Montecristi) es un ex lanzador de relevo dominicano que jugó en la Liga Mayor de Béisbol una temporada con los Tigres de Detroit. Peña es hermano del ex receptor de Grandes Ligas Tony Peña y tío del lanzador Tony Peña, Jr..
Fue firmado inicialmente por los Piratas de Pittsburgh como amateur en 1980, pero fue liberado antes del inicio de la temporada de 1982. En 1984 fue firmado por los Tigres, pasó cinco temporadas en la organización de ligas menores antes de hacer su debut en las Grandes Ligas en 1989. Puesto que Ramón estaba en la Liga Americana, mientras que Tony estaba jugando para los Cardenales de San Luis en la Liga Nacional, ya que los juegos interligas no comenzaron hasta 1997, los dos hermanos nunca jugaron uno contra el otro en las Grandes Liga.
Su carrera fue mucho más corta y menos exitosos que la de sus dos familiares. En ocho partidos de temporada regular, tuvo una efectividad de por vida de 6.00, permitiendo doce carreras limpias en dieciocho entradas, además de un WHIP de 1.89. A pesar de que no ganó una decisión en ninguna de sus ocho apariciones, no lanzó un juego en el que su equipo obtuviera la victoria. Hizo su debut en Grandes Ligas el 27 de abril de 1989 contra Los Angeles Angels of Anaheim en el Angel Stadium of Anaheim. Peña entregó tres carreras y siete hits en 2 2/3 entradas en una aparición como relevista en la derrota de los Tigres 10-3. Curiosamente, a pesar de su alta efectividad de 6.00, nunca entregó un jonrón a ninguno de los 88 bateadores que enfrentó en las Grandes Ligas.
Durante sus cinco temporadas en el farm system de los Tigres, Peña se desempeñó como cerrador del equipo de Class-A los Lakeland Flying Tigers de la Florida State League, el equipo de Doble-A los Birmingham Barons de la Southern League, y el equipo de Triple-A los Toledo Mud Hens de la International League, antes de ser llamado nuevamente en 1989 para jugar con los Tigres.  En las ligas menores, Peña tuvo un récord de por vida de 34-33, una efectividad de 3.05, además de 50 salvamentos.
Peña se desempeñó como asistente especial del gerente general de los Tigres Dave Dombrowski, hasta que fue despedido el 17 de mayo de 2006.
Peña jugó para las Águilas Cibaeñas, equipo de la Liga Dominicana en su país natal República Dominicana. Apodado el "Rey Arturo", Peña jugó desde 1983-84 hasta 1998-99, es el líder de salvamentos de todos los tiempos en la liga con 88. Durante 16 años de carrera terminó con 28 victoria, 25 derrotas, 2.61 de efectividad, en 350 juegos lanzados.